# زانثين
الزانثين (بالإنجليزية: Xanthine)‏ (3,7 ثنائي هيدرو بيورين - 2,6 ثنائي اون ) هي قاعدة بيروينية توجد في معظم أنسجة وسوائل الجسم البشري والحيويات الأخرى. 
يشتق منه عدد من المنبهات مثل الكافيين والثيوبرومين .وهو ناتج عن تحلل البيورين. 
يتحول إلى حمض البول بواسطة الإنزيم المؤكسد للكزاتين.

## تركيب الزانتين الكيميائي
يتكون الكزانتين من حلقة بنزين (سداسية) مرتبطة بحلقة خماسية .  
الربائط موزعة كما في الشكل وهي ثلاثة روابط من مجموعة -HN , وربيطة نتروجين وربيطتين أكسجين. يلاحظ أن حلقة البنزين كلها أحادية التكافؤ ما عدا واحدة فهي ثنائية التكافؤ وهي المرتبطة بالحلقة الخماسية.

## اقرأ أيضا
- أنثوسيان
- بيتالين
- كاروتينات
- ربيطة